# Зефир таксила
Зефир таксила (Favonius taxila) — вид дневных бабочек из семейства голубянок (Lycaenidae).

## Описание

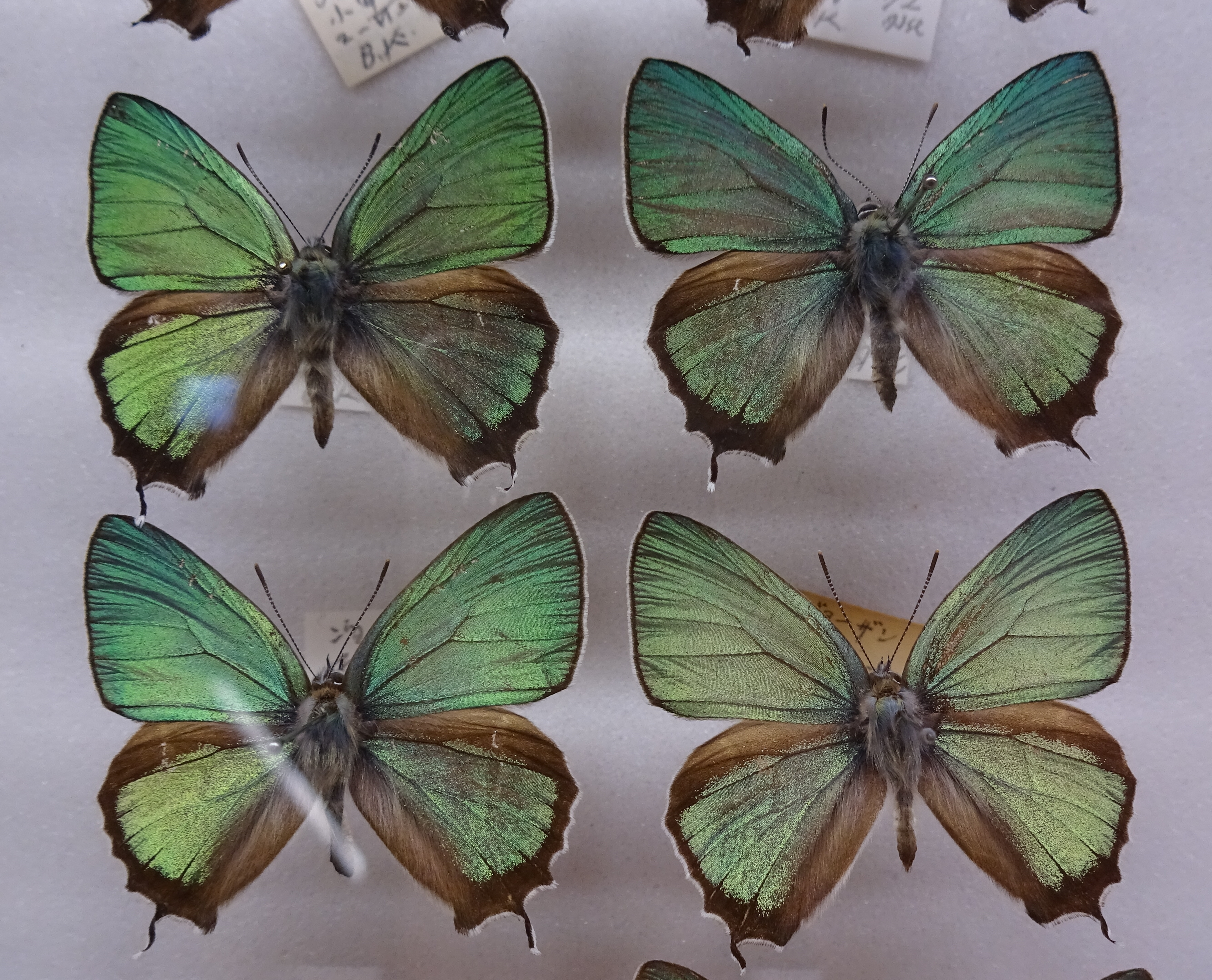
Вариабельность окраски самцов

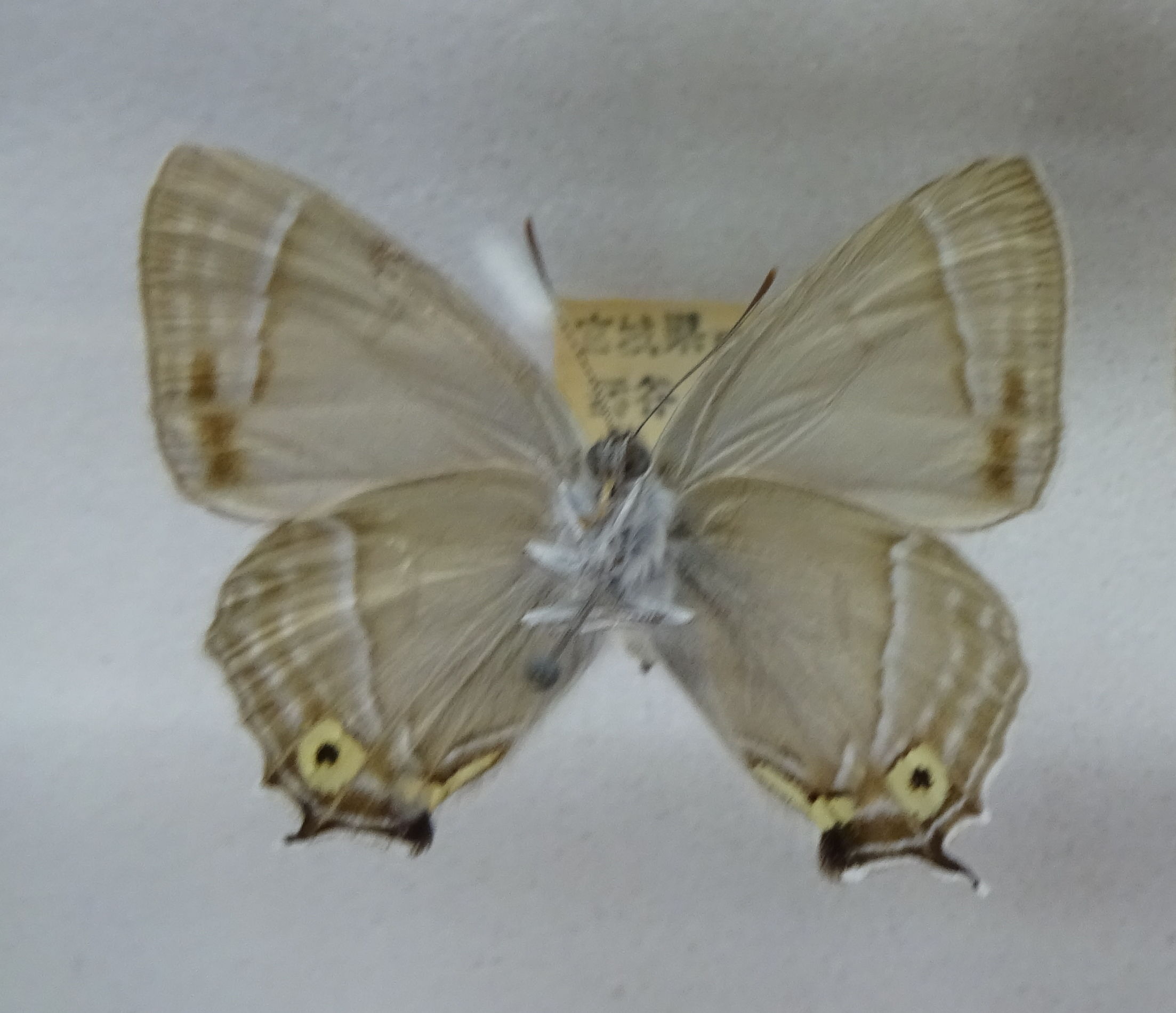

Длина переднего крыла бабочек 17-20 мм. Самки несколько крупнее самцов. Верхняя сторона крыльев у самцов изумрудно-зелёная, блестящая. На переднем крыле проходит тёмная кайма. На переднем крыле она очень узкая, шириной около 0,5 мм, на заднем крыле шириной 2—2,5 мм. Задние крылья с хвостиком, длина которого достигает около 4 мм. Окраска верхней стороны крыльев у самки буро-коричневого цвета с размытым светлым пятном на переднем крыле. Нижняя сторона крыльев у обоих полов желтовато-серая. Белая поперечная полоса на нижней стороне крыльев чёткая, у переднего края переднего крыла загибается к вершине крыла. Узкое пятно у вершины центральной ячейки практически не заметно. На заднем крыле к оранжевому пятну с чёрным зрачком примыкает дополнительное пятнышко небольшого размера.

## Ареал
Азиатский вид, чей ареал охватывает территорию России (восток Забайкальского края, юг Амурской области, Еврейская автономная область, юг Хабаровского края, Приморье); есть пока неподтверждённые данные о нахождении на юге Сахалина и юге юге Курил (Остров Итуруп), Японии, полуострова Корея, Северо-Восточного Китая.

## Биология
За год этот вид развивается в одном поколении. Время лёта бабочек этого вида происходит с середины июля до конца августа. Гусеницы развиваются на различных видах дубов (Quercus), включая дуб монгольский. Окукливается на почве.